# 布鲁塞尔世界博览会
1910年布鲁塞尔国际博覽會（法語：Exposition Universelle et Internationale de Bruxelles）于1910年4月23日至11月1日于比利时布鲁塞尔举行，是十三年来布鲁塞尔第二次举办世博会。本届世博会园区面积达到88公頃（220英畝），吸引到1300万参观者，亏损10万比利时法郎。

## 位置
本届世博会场馆部分位于布鲁塞尔南郊的索尔博什区，还有如美术展览等部分展览位于1897年世博会遗留下来的五十周年纪念公园内。 殖民地展览在特尔菲伦郊区新建的殖民地宫（即今天的中非皇家博物馆）内举办。展览的另一个主要地点是布鲁塞尔市中心的艺术山，尽管该地点在战后布鲁塞尔化的建设过程中大部分被拆除。

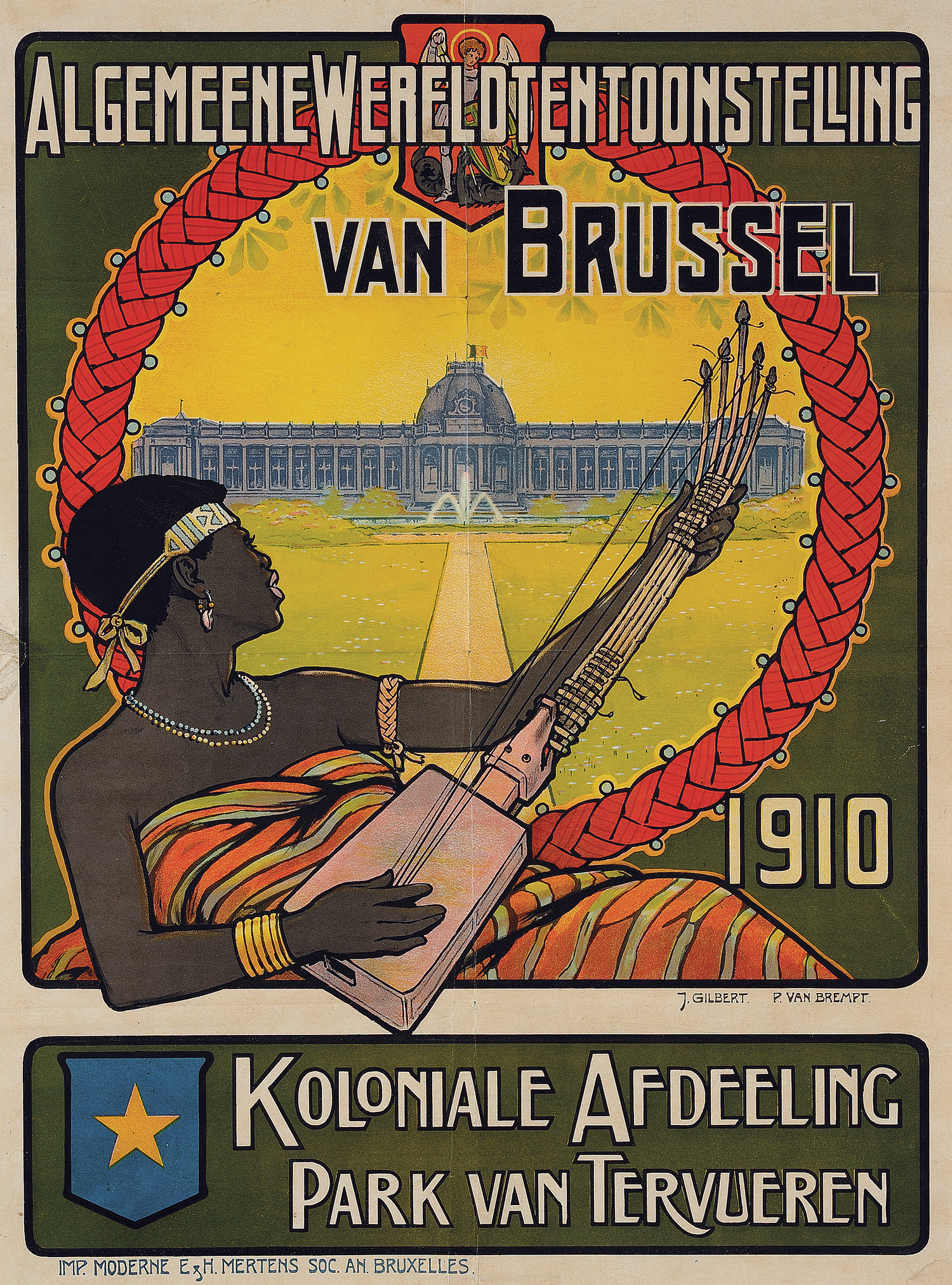
1910年布鲁塞尔世界博览会殖民地展览海报
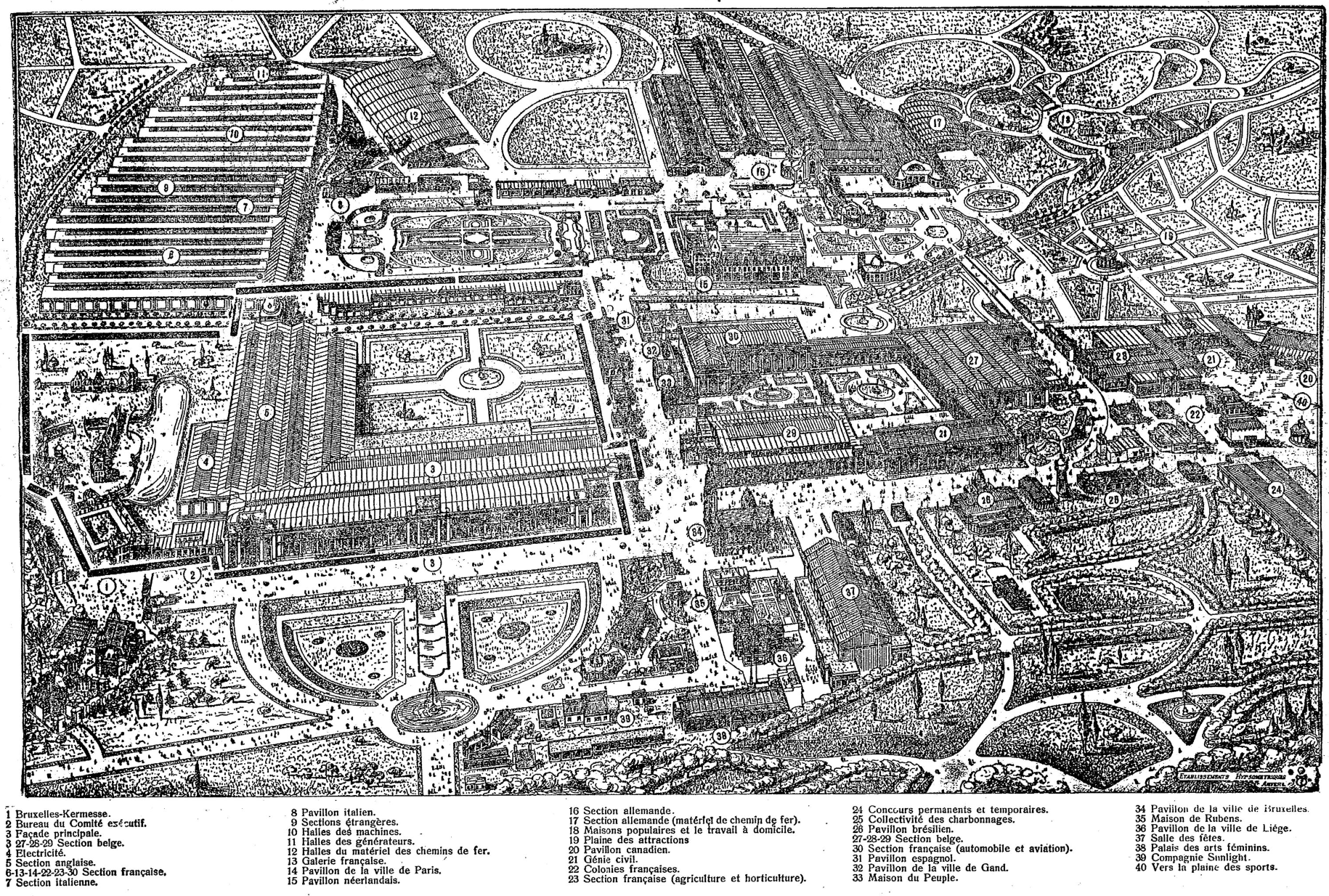
索尔博什园区地图

## 参与国家
共有 26 个参与国：巴西、加拿大、中国、丹麦、多米尼加共和国、法国、德国、英国、希腊、危地马拉、海地、意大利、日本、卢森堡、摩纳哥、荷兰、尼加拉瓜 、波斯、秘鲁、俄罗斯、西班牙、瑞士、土耳其、美国和乌拉圭。

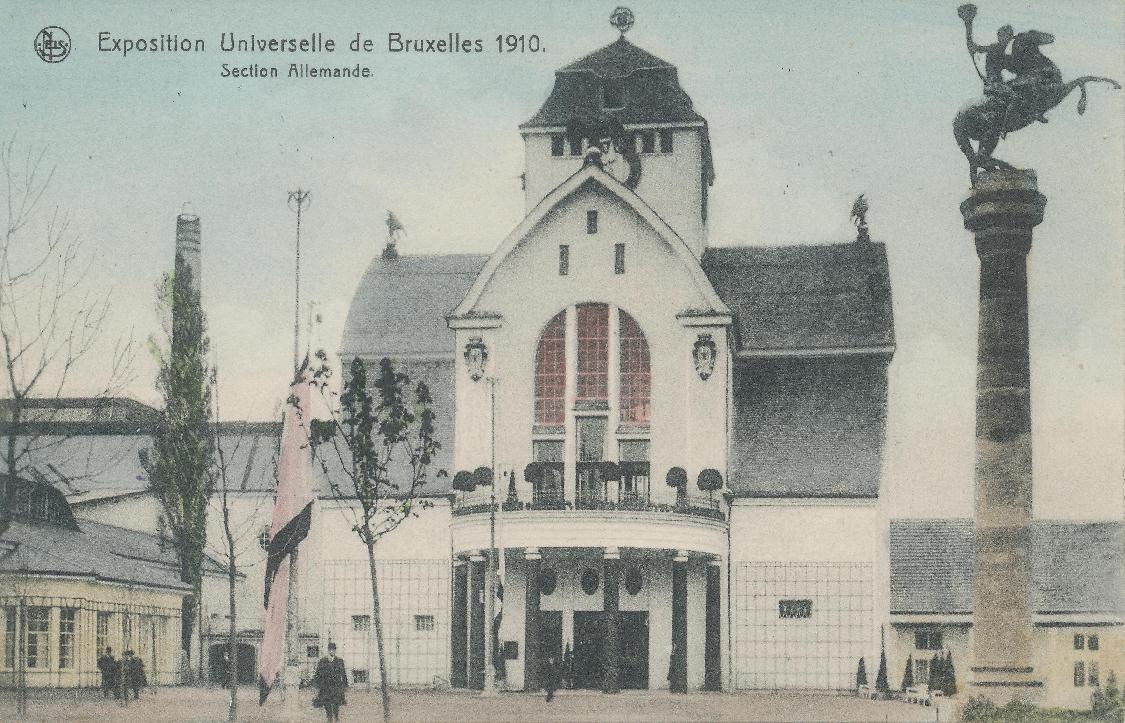
德意志阁楼
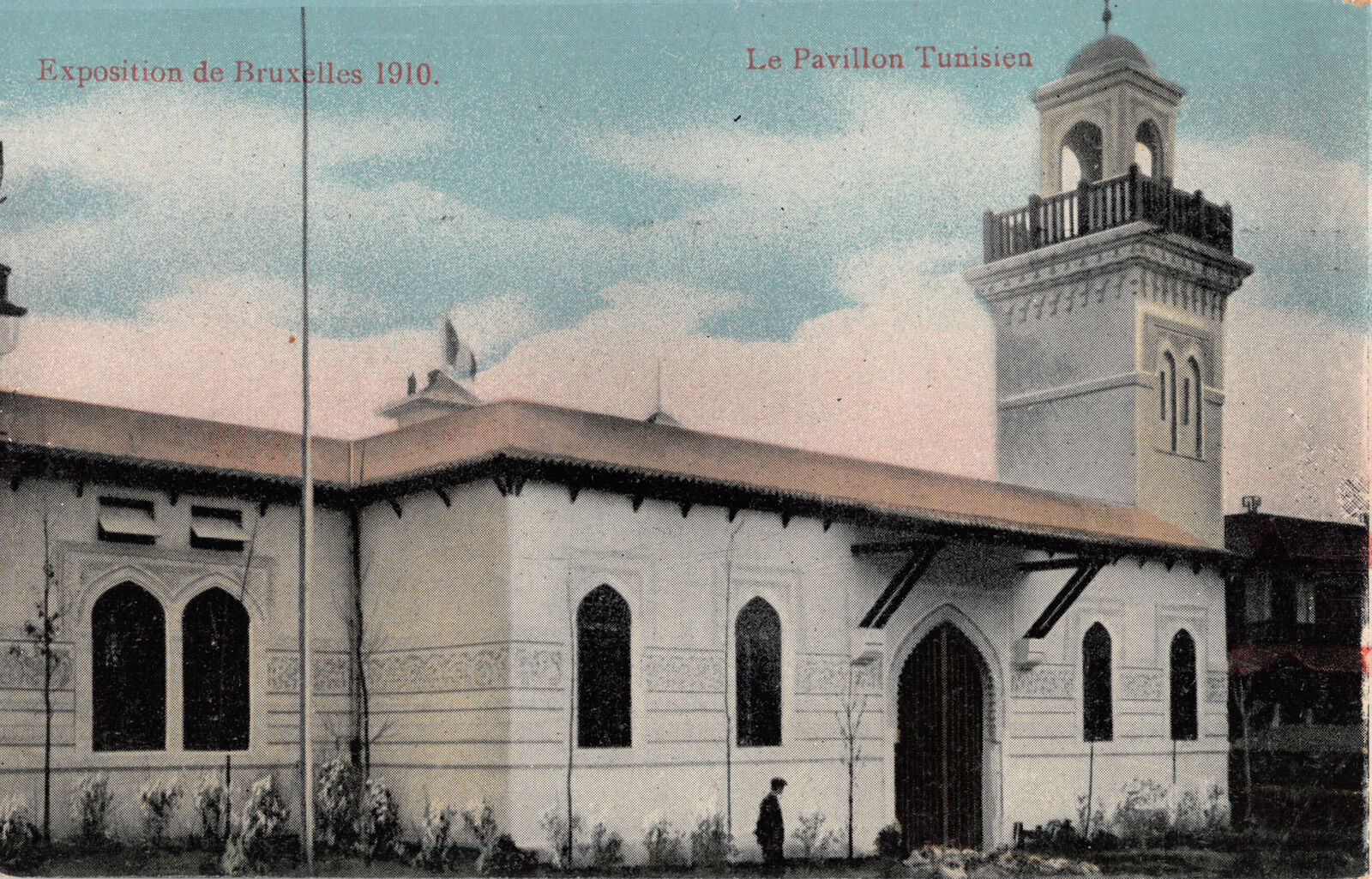
突尼斯阁楼
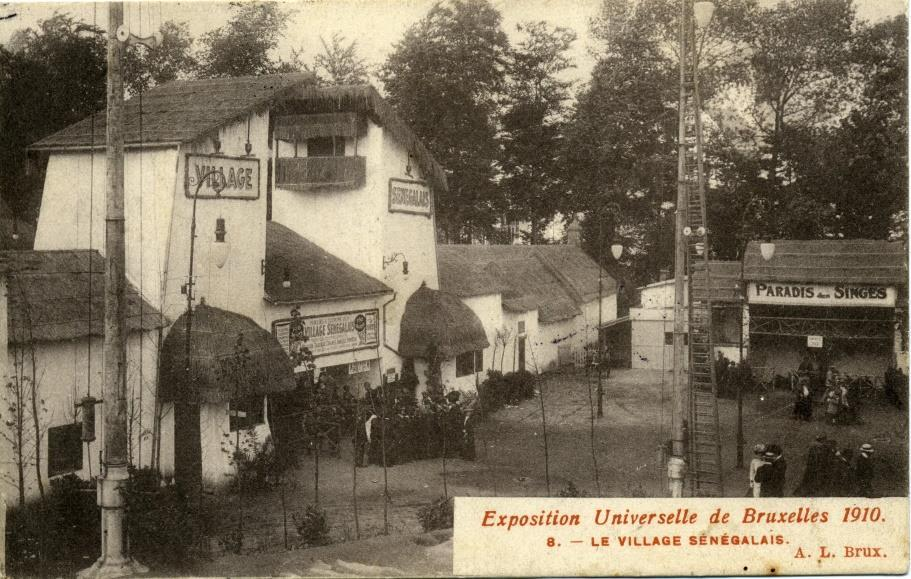
塞内加尔村入口

## 展览
本届世博会致力于展现科学、艺术、工业和贸易。艺术部分包括法国借来的现代艺术，包括克劳德·莫奈、奥古斯特·罗丹和奥古斯特·雷诺阿各三幅作品，以及亨利·马蒂斯的两幅作品。 参赛画家包括获得银牌的比利时画家阿洛伊斯·布德里和法国画家阿德里安·卡博斯基。展览期间还展出了圣约翰伯希曼教堂的祭坛画。比利时工程师让-巴蒂斯特·弗拉姆还展示了他的新型10型太平洋机车。

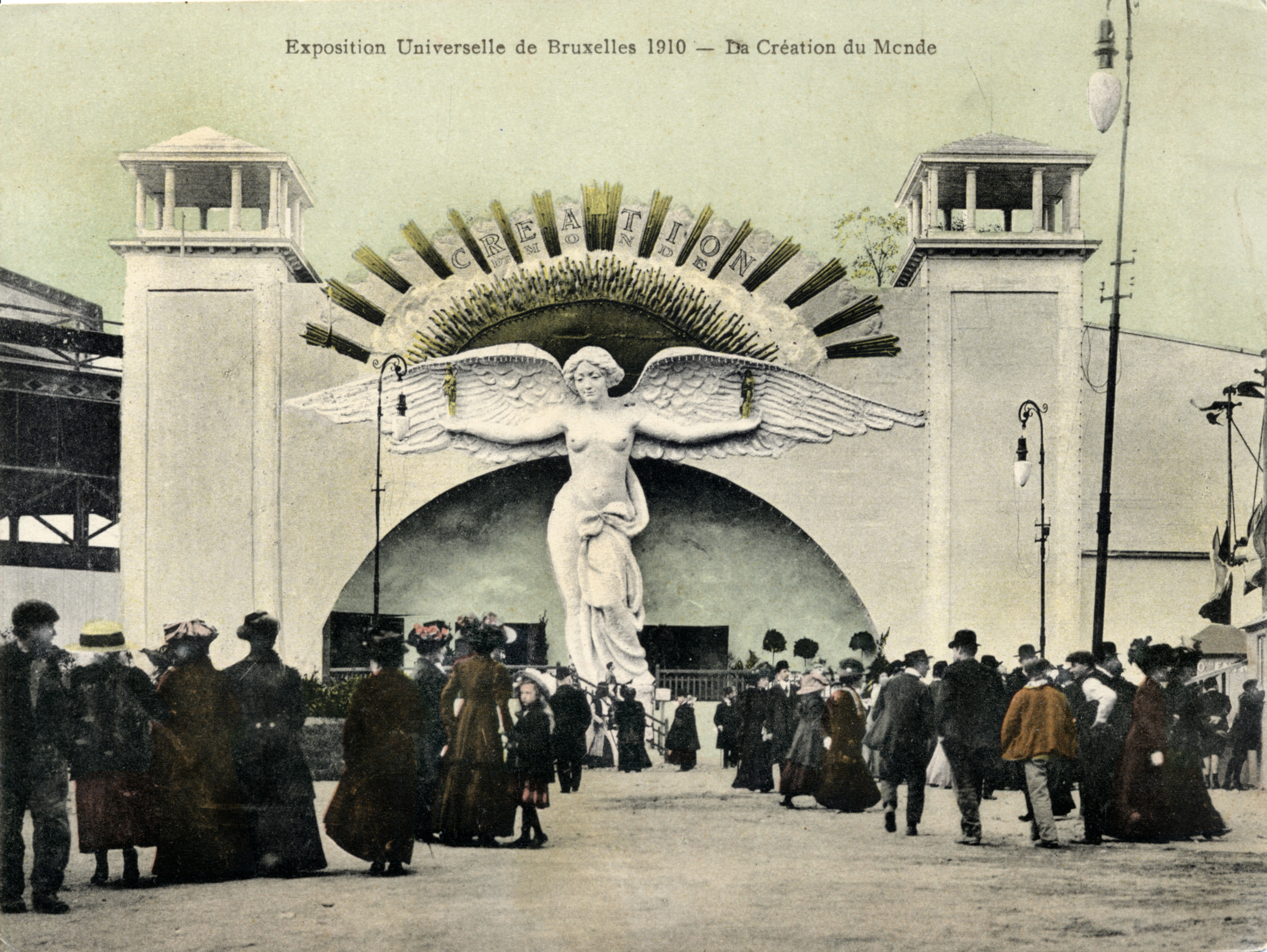
创世纪亭
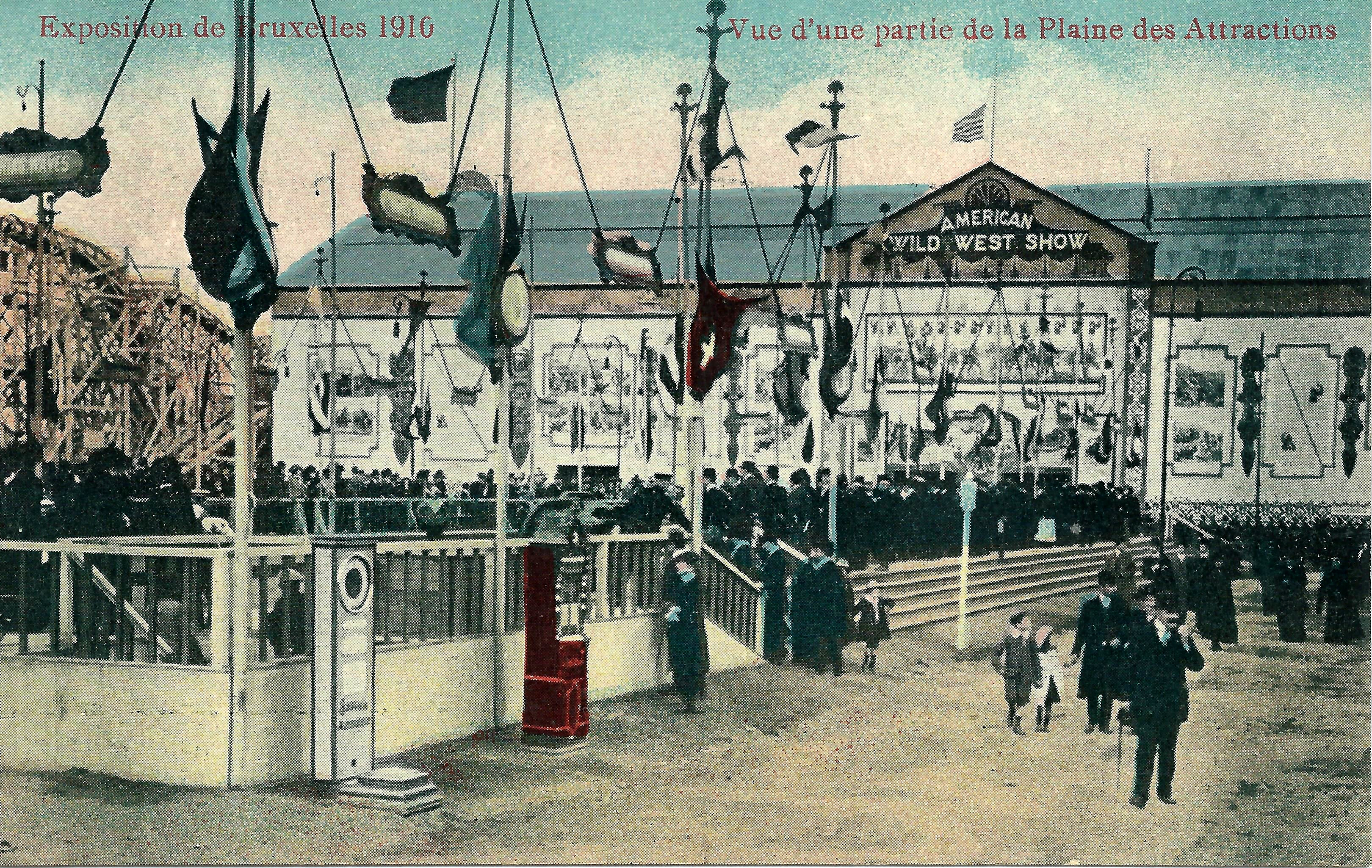
美国西部荒野表演
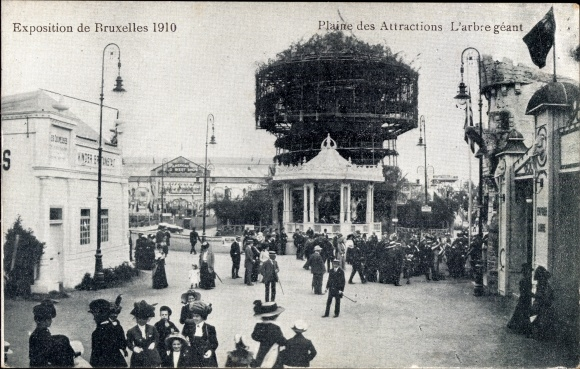
巨树

## 火灾
在8月14日和15日发生了一场大火，将展览会的索尔博什部分中的几个展馆烧毁。比利时馆和法国馆被摧毁，但受损最严重的是英国馆。大火之后，一些被摧毁的部分以快速的速度重建。这一事件引起了公众的关注，组织者成功地利用它来推动展览会的宣传。

## 遗产
阿斯托里亚酒店是为了博览会而建的，位于王家路101-103号，在是布鲁塞尔首都地区文物与景点总局的保护建筑。

## 拓展阅读
- M. Dumoulin, L'entrée dans le XXè siècle (in French), Brussels, Le Cri édition, 2010.
- M. Dumoulin, 1900-1913 La fin d’une époque (in French), in Les grands événements du xxe siècle en Belgique, Brussels, NV Reader's Digest, 1987.
- S. Jaumain et W. Balcers (dir.), Bruxelles 1910 : de l'Exposition Universelle à l'Université (in French), Brussels, Racine, 2010.
- Anonymous, Livre d’Or Exposition universelle et internationale de Bruxelles 1910 (in French), EM. Rossel, 1910.
- Anonymous, Guide pratique : Bruxelles et les Faubourgs et l’Exposition Universelle 1910 (in French), Brussels, A. De Boeck, 1910.
- Y. Manhes, Histoire des Belges et de la Belgique (in French), Paris, Vuilbert, 2005.